# Марк Геганій Мацерін (військовий трибун з консульською владою 367 року до н. е.)
Марк Гега́ній Мацері́н (лат. Marcus Geganius Macerinus; IV століття до н. е.) — політик і військовий діяч Римської республіки, військовий трибун з консульською владою (консулярний трибун) 367 року до н. е.

## Біографічні відомості
Походив з патриціанського роду Геганіїв. Про молоді роки його, батьків відомостей немає.
367 року до н. е. його було обрано військовим трибуном з консульською владою разом із Публієм Валерієм Потітом Публіколою, Луцієм Ветурієм Крассом Цикуріном, Марком Корнелієм Малугіненом, Публієм Манлієм Капітоліном і Авлом Корнелієм Коссом. Під час каденції після звістки про наближення до Риму галів вп'яте Марка Фурія Камілла було обрано диктатором. Марк Геганій був членом останньої в римській історії колегії військових трибунів з консульською владою. Він був єдиним з шести патриціанських трибунів, хто обійняв цю посаду вперше. Посаду було скасовано через те, що народні трибуни Гай Ліциній Кальв Столон і Луцій Секстій Латеран провели закон, згідно з яким один з консулів мав бути обов'язково з плебеїв.
Подальша доля Марка Геганія невідома.